# Deviza de stat a Uniunii Sovietice
Deviza de stat a Uniunii Sovietice este un citat din Manifestul Comunist redactat de Karl Marx și Friedrich Engels –  Proletari din toate țările, uniți-vă!.
Deviza era scrisă în toate limbile republicilor unionale pe panglicile roșii de pe stema Uniunii Sovietice, menționată în ordinea inversă fața de cum sunt citate în Constituția unională. Deviza apărea pe stemele republicilor sovietice, în limba națională și în rusă, cât și pe stemele republicilor autonome, atât limba locală cât și în limba republicii unionale din care făcea parte republica autonomă.

Stema URSS, cu deviza de stat scrisă în cele 15 limbi republicane.

Deviza de stat era:
limba rusă: Пролетарии всех стран, соединяйтесь!
limba ucraineană: Пролетарі всіх країн, єднайтеся!
limba belarusă: Пралетарыі ўсіх краін, яднайцеся!
limba uzbekă: Бутун дунё пролетарлари, бирлашингиз!
limba kazahă: Барлық елдердің пролетарлары, бірігіңдер!
limba georgiană: პროლეტარებო ყველა ქვეყნისა, შეერთდით!
limba azeră: Бүтүн өлкәләрин пролетарлары, бирләшин!
limba lituaniană: Visų šalių proletarai, vienykitės!
limba română(moldovnească): Пролетарь дин тоате цэриле, униць-вэ!
limba letonă: Visu zemju proletārieši, savienojieties!
limba kîrkîză: Бардык өлкөлордүн пролетарлары, бириккиле!
limba tadjikă:  Пролетарҳои ҳамаи мамлакатҳо, як шавед!
limba armeană: Պրոլետարներ բոլոր երկրների, միացե'ք!
limba turkmenă: Әхли юртларың пролетарлары, бирлешиң!
limba estonă: Kõigi maade proletaarlased, ühinege!
limba finlandeză (utilizată în RSS Karelo-Finnică, iar mai apoi în RSSA Kareliană): Kaikkien maiden proletaarit, liittykää yhteen!
limba tătară: Барлык илләрнең пролетарийлары, берләшегез! (Barlıq illärneñ proletariları, berläșegez!)